# Tambulig
Tambulig là một đô thị cấp bốn ở tỉnh Zamboanga del Sur, Philippines. Theo điều tra dân số năm 2000, đô thị này có dân số 31.399 người trong 6.078 hộ.

## Các đơn vị hành chính
Tambulig, về mặt hành chính, được chia thành 31 khu phố (barangay).
| - Alang-alang - Angeles - Bag-ong Kauswagan - Bag-ong Tabogon - Balugo - Cabgan - Calolot - Dimalinao - Fabian (Balucot) - Gabunon - Happy Valley (Pob.) | - Kapalaran - Libato - Limamawan - Lower Liasan - Lower Lodiong (Pob.) - Lower Tiparak - Lower Usogan - Maya-maya - New Village (Pob.) - Pelocoban | - Riverside (Pob.) - Sagrada Familia - San Jose - San Vicente - Sumalig - Tuluan - Tungawan - Upper Liaison - Upper Lodiong - Upper Tiparak |